# Katherine Barrell
Katherine Barrell (Toronto, 12 febbraio 1990) è un'attrice canadese, celebre per aver interpretato il ruolo di Nicole Haught nella serie Wynonna Earp.

## Biografia
Nata, il 12 febbraio, a Toronto, Ontario, Canada, Katherine Barrell ha frequentato la Assumption Catholic Secondary School a Burlington, Ontario, dove ha partecipato in due recite scolastiche come protagonista, oltre ad aver collaborato a scrivere e dirigere con un amico uno spettacolo, in cui hanno recitato insieme. Ha diretto la produzione de Il Mago di Oz del suo liceo ed è stata un membro del Burlington Student Theatre per due anni. Ha iniziato a studiare teatro musicale allo Sheridan College, poi si è trasferita al George Brown College per studiare produzione cinematografica e recitazione alla School of Media & Performing Arts, laureandosi nel 2010.
Ha preso parte a film per la televisione, Poe (2011) come Rowena e Girls Night Out (2017) come Sadie. Nelle serie in cui appare come guest star ritroviamo Lost Girl, nell'episodio "Table for Fae" (2012) come Maisie; Murdoch Mysteries nell'episodio "The Murdoch in Toyland" (2012) come Marley Rosevear, e "The Murdoch Appreciation Society" (2014) come Ruby Rosevear; Saving Hope nell'episodio "Can't you Hear Me Knocking?" (2015) come Dixie Kolesnyk. Mentre recitava nella serie Wynonna Earp, Barrell appare nella serie Workin' Moms con il ruolo ricorrente di Alicia Rutherford.
I ruoli nei film includono Jaqueline Gill in The Scarehouse (2014), Mary in My Ex-Ex (2015), e Victoria Burns in Definition of Fear (2015).
La sua compagnia di produzione, Kit Media, ha prodotto diversi cortometraggi e il suo cortometraggio del 2013 Issue fu riconosciuto come uno dei migliori di quell'anno da Richard Crouse. Il suo cast del film Dissecting Gwen ha vinto il premio Women in Film & Television - Toronto per la miglior sceneggiatura nel 2017 e fu premiato come miglior cortometraggio al Canadian Diversity Film Festival nel 2017.
Nel 2017 impersona Stella Grimes, fidanzata di Harcourt Fenton Mudd in un episodio della serie televisiva Star Trek: Discovery, sesta del franchise di fantascienza Star Trek.

## Vita privata
Katherine Barrell è una sostenitrice del "Pink Box Program" del GIRL TALK Empowerment, un'organizzazione canadese che "inspira, dà potere e mobilita le ragazze a cambiare il mondo".
Nel 2017 ha sposato l'attore Ray Galletti, conosciuto sul set del film My Ex-Ex. e nel 2019 ha fatto coming out come bisessuale.

## Filmografia

### Attrice

#### Cinema
- Queen of Clubs, regia di Christine Buijs - cortometraggio (2011)
- Lost and Found, regia di Amanjot Mann - cortometraggio (2013)
- The Ties Between Us, regia di Christer Harris - cortometraggio (2013)
- Issues, regia di Kent Nolan - cortometraggio (2013)
- The Scarehouse, regia di Gavin Michael Booth (2014)
- My Ex-Ex, regia di Nathaniel Warsh (2015)
- Definition of Fear, regia di James Simpson (2015)
- Canadian Star, regia di Brandon Ludwig - documentario (2015)

#### Televisione
- Poe, regia di Alex Graves - film TV (2011)
- Lost Girl - serie TV, episodio 2x15 (2012)
- I misteri di Murdoch (Murdoch Mysteries) - serie TV, episodi 5x11-8x06 (2012-2014)
- Reign - serie TV, episodio 1x21 (2014)
- The Listener - serie TV, episodio 5x03 (2014)
- Saving Hope - serie TV, episodio 4x07 (2015)
- A Nutcracker Christmas, regia di Michael Lembeck - film TV (2016)
- Wynonna Earp - serie TV, 40 episodi (2016-2021)
- Workin' Moms - serie TV, 25 episodi (2017-2021)
- Girls' Night Out - Incubo dal passato (Girls' Night Out), regia di Philippe Gagnon - film TV (2017)
- Star Trek: Discovery - serie TV, episodio 1x07 (2017)
- Lake Placid: Legacy, regia di Darrell Roodt - film TV (2018)
- Private Eyes - serie TV, episodio 2x17 (2018)
- Good Witch - serie TV, 20 episodi (2020-2021)
- A Godwink Christmas: Miracle of Love, regia di Heather Hawthorn Doyle - film TV (2021)
- Cabin Connection, regia di Virginia Abramovich - film TV (2022)

#### Videoclip
- ColinResponse Something About Your Love (2017)

### Produttrice
- Roomies, regia di Kent Nolan - cortometraggio (2012)
- Issues, regia di Kent Nolan - cortometraggio (2013)
- New Domain, regia di Andre Rehal - cortometraggio (2013)
- The Truth About Rainbows, regia di Charles Officer - cortometraggio (2014)
- Mature Young Adults, regia di Kent Nolan - cortometraggio (2015)
- Cannonball, regia di Katherine Barrell - cortometraggio (2016)
- Dissecting Gwen, regia di Katherine Barrell - cortometraggio (2017)

### Regista
- Cannonball - cortometraggio (2016)
- Dissecting Gwen - cortometraggio (2017)
- Breakdown - cortometraggio (2017)

### Sceneggiatrice
- Queen of Clubs, regia di Christine Buijs - cortometraggio (2011)
- Cannonball, regia di Katherine Barrell - cortometraggio (2016)
- Dissecting Gwen, regia di Katherine Barrell - cortometraggio (2017)
- Breakdown, regia di Katherine Barrell - cortometraggio (2017)

## Doppiatrici italiane
- Chiara Francese in Wynonna Earp
- Elena Perino in Lake Placid: Legacy